# Preustroj JNA
Preustroj JNA je naziv za reorganizaciju JNA pod kodnim imenom "Jedinstvo" iz razdoblja 1987. – 1990., pod vođenjem admirala Branka Mamule.

## Uvod
Obrambeni sustav SFRJ od usvajanja Koncepcije općenarodne obrane 1968. godine čine JNA i TO, a ova koncepcija ONO i DSZ osnažena je Ustavom iz 1974. godine koji je decentralizirao Jugoslaviju, odnosno republike i pokrajine su dobile prevlast nad saveznom državom. Skoro dvadeset godina (1968. – 1987.) JNA je imala ustroj i teritorijalnu organizaciju, koja se doduše povremeno mijenjala u manjim aspektima, ali je ipak zadržala ustroj koji se u literaturi redovno naziva republičkim ustrojem vojske.
Decentralizirane republike poslije Titove smrti 1980. godine oslobođene Titovog diktatorskog nadzora 1980-ih nastojale su se demokratizirati, počele su sporu transformaciju prema demokratskim društvima. Vojni vrh JNA je u Sloveniji i Hrvatskoj vidio najveću opasnost, protiveći se, nakon kraja hladnoga rata neminovnim promjenama u SFRJ i većoj samostalnosti republika. Općenito, na riječima, zauzimali su se za "ravnopravnost naroda i narodnosti".

## Preustroj
U realnosti, JNA se osamostalila i postala samostalan čimbenik. Samostalna JNA odnosno njeni čelnici (Mamula i Kadijević) željeli su potpuni nadzor nad oružanom silom, te im je Teritorijalna obrana smetala jer se u biti radilo u slabijoj, ali republički nadziranoj postrojbi, iako su njeni zapovjednici formalno bili podložni lokalnim zapovjednicima JNA. Stoga je 1986. predložena, a u veljači prihvaćena inicijativa o preustroju JNA pod kodnim imenom vojišne organizacije Jedinstvo. Preustroj JNA stvorio je četiri vojne oblasti:
- Vojnopomorsku oblast sa sjedištem u Splitu - koju su ugrubo činili dio Istre, Primorje, Dalmacija i otoci, te crnogorsko primorje
- 5. VO sa sjedištem u Zagrebu, koja su činile Slovenija i manji dio Hrvatske, tj. Hrvatska zapadno od crte Virovitica-Karlovac-Karlobag[9] bez onoga uključenog u Vojnopomorsku oblast
- 1. VO sa sjedištem u Beogradu koju je činio ostatak Hrvatske (istočno od crte Virovitica-Karlovac-Karlobag), BiH, Vojvodina i dio Srbije
- 3. VO sa sjedištem u Skoplju koju je činio ostatatak Srbije, Crna Gora, Kosovo i Makedonija

Bit ovakvog preustroja je (Kadijević tumači) da se umjesto šest armija kopnene vojske formiraju tri vojišta čija je područna podjela potpuno zanemarila "administrativne" granice republika i pokrajina, kao da republike ne postoje. Sam pojam "administrativnih granica", koji rabi general Veljko Kadijević, ukazuju da je JNA prihvatila velikosrpsku političku platformu, da granice republika nisu granice država. Na taj način posredno se ne priznaje ni federativno uređenje Jugoslavije, dakle, niti sama Jugoslavija kao država.

## Cilj, potčinjavanje JNA Srbiji i Miloševiću, se bliži
Paralelno kako se JNA preustrojavala i spremala za rat, u Srbiji početkom rujna 1987., nakon 8. sjednice Centralnog komiteta SK Srbije Milošević preuzima potpunu vlast u Srbiji, generali JNA su bili sumnjičavi prema Miloševiću i njegovoj politici. No, već sredinom 1988. godine, po svjedočenju generala Veljka Kadijevića, armijski je vrh nudio Miloševiću da, uz podršku JNA, postane novi premijer SFRJ. Potkraj 1980-ih pojačava se politička srbizacija JNA te ona početkom 1990-ih postaje oruđe velikosrpske politike srbijanskog predsjednika Slobodana Miloševića i sudjeluje u agresiji na Sloveniju, agresiji na Hrvatsku i agresiji na Bosnu i Hercegovinu.
U knjizi "Slučaj Jugoslavija", objavljenoj 2000. godine u Podgorici,  Branko Mamula potvrđuje kako je armijski vrh SFRJ planirao i izvodio aktivnosti koje su za cilj imale uspostavu vojne diktature (državnog udara) u Jugoslaviji i to znatno prije negoli su sjeverozapadne republike pale u ruke "nacionalistima", pa i prije nego što je u Srbiji kormilo preuzeo Milošević:
"Poznato je da je JNA, barem njezin značajan dio, do posljednjeg trenutka ostao čvrsto na pozicijama komunizma i čvrste jugoslavenske federacije. No, kako se opcija čvrste federacije u svojoj biti poklapala s najvažnijim ciljevima miloševićevskog velikosrpstva ("svi Srbi u jednoj državi") sasvim je razumljivo da je JNA ubrzo postala i njegovom snažnom braniteljicom".

## Priprema za rat
Dan nakon naredbe o razoružanju TO od 14. svibnja 1990., 15. svibnja načelnik Generalštaba oružanih snaga potpisao je naredbu za preustroj i prekvalifikaciju snaga u Hrvatskoj i BiH. Naredbom ukinuta je Komanda obrane grada Zagreba, a umjesto nje osnovan je Zagrebački (10.) korpus. Korpus je osnovan od snaga na području Zagreba koje su do tada bile u sastavu Varaždinskog i Riječkog korpusa, Komande obrane grada Zagreba, 6. proleterske pješačke divizije iz Karlovca i postrojbi izravno podređenih Komandi 5. vojne oblasti. Jović je zapisao u svom dnevniku da su te promjene imale ulogu da se stvore korpusi koji "će biti sposobni da budu u funkciji kao na Kosovu", dakle da se JNA ojača i spremi za razračunavanje s "unutarnjim neprijateljem", odnosno s eventualnim demokratskim snagama koje bi na višestranačkim izborima pobijedile. Preustrojem JNA po velikosrpskim granicama, razoružavanjem teritorijalne obrane Hrvatske te ustrojavanjem oklopnih jedinica po uzoru na one na Kosovu, dojučerašnja narodna vojska pretvorila se u srpsku vojsku spremnu za rat, koji je počeo samo nekoliko mjeseci kasnije. Balvan-revolucija u kolovozu 1990., Bitka za Pakrac u ožujku 1991. godine.

## Vanjske poveznice
- HercegBosna.org - Rat u Hrvatskoj Davor Domazet-Lošo: Hrvatska i veliko ratište, Udruga Sv.Jurja, Zagreb 2002.

1. Primjena strategije u agresiji na Hrvatsku
2. Odgovor Hrvatske na primijenjenu strategiju
3. Simulirani rat
4. OSLOBODILAČKE OPERACIJE HRVATSKE VOJSKE - UVJERLJIVOST VOJNE MOĆI I(ILI) PROMJENA STRATEGIJSKOG ODNOSA

Davor Marijan: Smrt oklopne brigade, Naklada Zoro, Zagreb-Sarajevo 2002.
1. JNA U AGRESIJI NA REPUBLIKU HRVATSKU 1990. – 1992. GODINE
2. SLAVONIJA U RATNOJ 1991. GODINI
3. Oklopništvo prema planu "Jedinstvo"
4. ZAKLJUČAK